# Чжан Аньда
Чжан Аньда́ (род. 1991) — китайский профессиональный игрок в снукер.
Стал профессионалом в 2009 году после победы на азиатском чемпионате среди игроков не старше 21 года. В финале того турнира Чжан выиграл у снукериста из Таиланда Ноппона Саенгхама со счётом 5:1.

## Карьера
Чжан Аньда играл на профессиональных соревнованиях ещё в 2008 году — тогда он получил уайлд-кард на турниры China Open и Шанхай Мастерс. Оба раза он проиграл, причём в Шанхае Чжан уступил будущему победителю, Рики Уолдену.
В сезоне 2009/10 он отметился в квалификации к Гран-при, дойдя до третьего раунда. Чжан Аньда последовательно обыграл Бена Вулластона (5:3) и Цзинь Луна (5:2), а затем всухую уступил Доминику Дэйлу (0:5).
Важнейшее событие в карьере снукериста состоялось в марте 2010 года: он квалифицировался в финальную часть чемпионата мира, пробившись из первого раунда, последовательно обыграв Крейга Стидмана, экс-чемпиона мира Джона Пэррота, Эндрю Хиггинсона и Рики Уолдена. Также он открыл счёт своим сенчури брейкам в профессиональном туре: Чжан Аньда сделал 5 сенчури — больше всех в квалификации.
В своём первом матче в Крусибле Чжан Аньда произвёл очень хорошее впечатление игрой против семикратного чемпиона мира Стивена Хендри. В течение всего матча Чжан не только оказывал сопротивление своему титулованному оппоненту, но даже был близок к победе в матче — он вёл со счётом 9:7. Однако, Хендри неимоверным усилием сумел переиграть дебютанта — 10:9.
За свои успехи Чжан Аньда обзавёлся прозвищем «Могучий мышонок», отражающее его мастерство, а также обыгрывающее его небольшой рост (164 см).

## Достижения
- Чемпионат Азии U-21 победитель — 2009